# Pigmentpräparation
Pigmentpräparation, umgangssprachlich Pigmentpaste, bezeichnet eine Handelsform von Pigmenten. Es handelt sich dabei um ein flüssiges Stoffgemenge, in dem das Pigment bereits dispergiert vorliegt. Sie werden z. B. zur Einfärbung von Lacken, Dispersionsfarben und Druckfarben verwendet. Pigmentpräparationen in einem flüssigen Bindemittel werden als Flüssigfarben bezeichnet.

## Zusammensetzung
Pigmentpräparationen enthalten prinzipiell dieselben Einsatzstoffe wie ihr Zielsystem, z. B. ein Lack. Pigmentpräparationen haben jedoch nicht die Endeigenschaften eines Lackes zum Ziel, sondern dienen einzig und allein dem Zweck der Pigmentierung.
Einsatzstoffe sind:
- Pigment
- Wasser oder Lösemittel, je nach Zielsystem
- Netz- und Dispergiermittel
- Bindemittel (optional)
- Retentionsmittel (optional)

Da das Ziel der Pigmentpräparation die vereinfachte Einarbeitung ist, müssen die Pigmente dispergiert werden. Zur Dispergierung (Benetzen durch das umgebende Medium, Zerteilen des Pigmentes und Stabilisierung) sind Netz- und Dispergieradditive nötig. Die Auswahl der Netz- und Dispergiermittel hängt dabei vom Pigment selbst ab, aber auch vom zu pigmentierenden Zielsystem. Wenn dieses Additive enthält, die mit den Additiven der Pigmentpräparation wechselwirken können, kann die Stabilisierung zusammenbrechen. Die Folge ist eine Flockulation im eingefärbten (fertigen) Produkt. Diese wird als Unverträglichkeit bezeichnet.
Die anderen Einsatzstoffe werden durch die Art der Anwendung bestimmt. Lösemittelhaltige Pigmentpräparationen werden für lösemittelhaltige Lacke verwendet, wässrige Pigmentpräparationen für wässrige Lacke und Dispersionsfarben. Daneben gibt es sogenannte wässrige Universalpasten, die sowohl in wässrigen, als auch in lösemittelhaltigen Systemen verwendet werden können. Da aber auf diese Art und Weise immer Wasser in lösemittelhaltige Lacke eingeschleppt wird, können Trocknungs- und mechanische Eigenschaften deutlich negativ verändert werden. Meist können diese Systeme daher nur in Malerlacken und Dispersionsfarben eingesetzt werden und sind somit nicht wirklich universell.
Speziell in Tönsystemen auf wässriger Basis müssen Retentionsmittel eingesetzt werden. Dies sind Substanzen, die das in der Formulierung enthaltene Wasser am Verdunsten hindern. Da diese aber z. B. auch in einer frisch gestrichenen, gerade trocknenden Dispersionsfarbe noch enthalten sind, kann eine Überdosierung zu schlechteren Trocknungseigenschaften führen.

## Vor- und Nachteile gegenüber pulverförmigen Pigmenten
Der größte Vorteil ist, dass das Pigment bereits dispergiert vorliegt und somit der aufwendigste Produktionsschritt wegfällt. Zudem können Pigmentpräparationen heute sehr exakt hinsichtlich Farbstärke und koloristischem Verhalten eingestellt werden. Gut verträgliche Pigmentpräparationen können in verschiedenen, im Idealfall in allen, Lacksystemen eines Lackherstellers verwendet werden. So muss nicht jedes Pigment in jedem System dispergiert werden, wodurch die Komplexität in der Produktion deutlich sinkt.
Nachteilig ist, dass der Dispergierschritt beim Präparationshersteller stattfindet und somit zu einer Einschränkung der Pigmentauswahl führt, andererseits zu einer Verteuerung des Produktes. Letzteres wird jedoch meist kompensiert, weil der Pigmentpräparationshersteller größere Mengen produzieren kann, was wirtschaftlicher ist. Häufig wird eine Zwischenlösung verwendet, bei der die großvolumigen Pigmente als Pulver gekauft und die Präparationen vom Lackhersteller selbst hergestellt werden, die kleinvolumigen Tönpigmente aber als Präparation gekauft werden.

## Tönsysteme
Als Tönsystem wird die Kombination aus mehreren (meist 12 bis 20) Pigmentpräparationen bezeichnet, die über eine Dosieranlage und eine Softwarelösung zum Farbtonmanagement miteinander verbunden sind. Zum Tönsystem gehört zudem die aufwendige Formulierungspflege.
Arten von Tönsystemen sind sogenannte Point-of-Sale-Tönsysteme oder In-Plant-Tinting-Systeme. Point-of-Sale-Systeme sind Abtönautomaten, die direkt am Verkaufspunkt aufgestellt werden, also z. B. in einem Baumarkt. Diese produzieren im Wesentlichen Kleinmengen. In-Plant-Tinting (dt.: Werkstönung) bezeichnet die Fertigung größerer Mengen eines Farbtons in der Produktion des Lackherstellers. Hier ist die Fertigung größerer Mengen wirtschaftlicher.
Bei der Pigmentauswahl für ein Tönsystem muss darauf geachtet werden, dass mit möglichst wenig Pigmenten möglichst viele Farbtöne abgedeckt werden. Dies führt dazu, dass Tönsysteme für Industrie- oder Automobilreparaturlacke mehr Pigmente enthalten müssen, da dort meist auch Rubin- und Metallictöne (transparente Pigmentierung) mit abgedeckt werden müssen. Für Dispersionsfarben müssen diese Bereiche meist nicht abgedeckt werden. Hier sind jedoch meist Pigmentierungsvarianten für billige Innenwandfarben und hochwertige Fassadenfarben vorgesehen.

## Aktuelle Entwicklungen
Im Zusammenhang mit der Decopaint-Richtlinie wurden Pigmentpräparationen entwickelt, die, wie die Lacksysteme selbst, ebenfalls keine VOCs mehr enthalten. VOC-haltige Pigmentpräparationen wären zwar selbst von der Regulierung nicht betroffen. Sie würden aber im fertigen Lack den VOC-Gehalt erhöhen und sind somit trotzdem unerwünscht.
Auf dem Markt sind inzwischen auch feste Präparationen für wässrige Anwendungen zu finden. Diese sind wie flüssige Pigmentpräparationen leicht einrührbar und werden auch durch einen speziellen Trocknungsprozess aus diesen hergestellt. Dies erhöht die Kosten trotz guter Verarbeitbarkeit so stark, dass sich diese Produkte noch nicht breit durchsetzen konnten. Insbesondere bei Point-of-Sale-Tönsystemen zeigen sich auch Schwierigkeiten, insbesondere die in kleinen Mengen zuzugebenden Tönpigmente exakt zu dosieren.